# Дама з камеліями (фільм, 1936)
«Дама з камеліями» (Camille )(1936) — американська романтична драма режисера Джорджа К'юкора, продюсери — Ірвінг Грант Тальберг і Бернард Г. Гайман, сценарій — Джеймс Гілтон, Зоуї Акінс та Френсіс Маріон. Кінокартина основана на п'єсі 1852 року Дама з камеліями Александра Дюма, сина. У головних ролях Грета Гарбо, Роберт Тейлор, Лайонел Беррімор, Елізабет Аллан, Джессі Ральф, Генрі Денієлл і Лаура Гоуп Крюс. У прокаті фільм зібрав $2,842,000.
Фільм займає #33 у рейтингу 100 найкращих американських фільмів про кохання за 100 років за версією AFI.

## Ролі виконують
- Грета Гарбо — Маргарита Готьє
- Роберт Тейлор — Арман Дюваль
- Лайонел Беррімор — Мосьє Дюваль
- Елізабет Аллан — Нішетт, наречена
- Джессі Ральф — Нанін, служниця Маргарити
- Генрі Денієлл — Барон де Барвіль
- Ленор Ульрік — Олімп
- Лаура Гоуп Крюс — Пруденс Дюверной
- Рекс O'Меллі — Гастон

## Нагороди
Перемога
- New York Film Critics Circle Awards: NYFCC Award; Найкраща актриса, Грета Гарбо ; 1937.

Номінації
- Оскар; Найкраща жіноча роль, Грета Гарбо; 1938.